# Friedrich Reinhart
Friedrich Reinhart (* 23. Februar 1871 in Darmstadt; † 3. Oktober 1943 in Seefeld am Pilsensee, Oberbayern) war ein deutscher Bankmanager und nationalsozialistischer Politiker.

## Leben
Friedrich Reinhart wurde 1927 Vorstandsmitglied der Ilse Bergbau AG. Ab 1929 war er Vorstandsmitglied der Commerz- und Privatbank (Commerzbank) und Präsident der Berliner Industrie- und Handelskammer. 1931–34 fungierte er als Vorstandssprecher der Commerz- und Privatbank. Er war Mitglied der Akademie für Deutsches Recht und im Generalrat der Wirtschaft. 1938 wurde er Wehrwirtschaftsführer.

## Politik
Bei einem Versuch im Januar 1920 eine Reihe von Banken zur Unterstützung des Kapp-Putsches zu gewinnen äußerte er seine Zustimmung. 1931 wurde er Mitglied in der Gesellschaft zum Studium des Faschismus. Im November 1932 gehörte er zu den Initiatoren der Industrielleneingabe an Paul von Hindenburg, die die Kanzlerschaft Hitlers forderte, und gehörte dem Keppler-Kreis an, dem späteren Freundeskreis Reichsführer SS. Ab 1933 war er Preußischer Staatsrat. In der Zeit des Nationalsozialismus blieb er Mitglied im Freundeskreis Reichsführer SS.